# Carcharhinus albimarginatus
O tubarão-de-pontas-prateadas (Carcharhinus albimarginatus) é uma grande espécie de tubarão requiem, da família Carcharhinidae, com distribuição fragmentada nos oceanos tropicais Índico e Pacífico. Esta espécie é frequentemente encontrada em ilhas e recifes de coral e sabe-se que mergulha a uma profundidade de 800 m (2.600 pés). O tubarão-de-pontas-prateadas se assemelha a um tubarão maior e mais volumoso, o tubarão-cinzento-dos-Recife (C. amblyrhynchos), mas pode ser facilmente identificado pelas proeminentes margens brancas em suas barbatanas. Atinge um comprimento máximo de 3 m (10 pés).
Um predador agressivo e poderoso do ápice, o tubarão-de-pontas-prateadas se alimenta de uma grande variedade de peixes ósseos, além de Myliobatidae, tubarões menores e cefalópodes. Esta espécie domina outros tubarões requiem de tamanho igual ao competir por alimentos, e os indivíduos maiores costumam ter fortes cicatrizes de conflitos com outros de sua espécie. Assim como outros membros de sua família, o tubarão-de-pontas-prateadas é vivíparo, com fêmeas dando à luz de um a 11 filhotes no verão. Os tubarões-de-pontas-prateadas são considerados potencialmente perigosos para os seres humanos, pois costumam se aproximar de mergulhadores de perto. Essa espécie de reprodução lenta é capturada pela pesca comercial por sua carne, barbatana, pele, cartilagem, mandíbulas e dentes, o que aparentemente levou a declínios ou extirpações da população local.

## Taxonomia e filogenia
O tubarão-de-pontas-prateadas foi originalmente descrito como Carcharias albimarginatus pelo naturalista alemão Eduard Rüppell, no Fische des Rothen Meeres (peixes do mar vermelho), em 1837. O nome foi posteriormente alterado para o Carcharhinus albimarginatus atualmente válido. O epíteto específico é derivado do latim albi, que significa "branco", e marginatus, que significa "delimitar uma borda", em referência às distintas margens da barbatana branca. Em 1960, um macho imaturo de 103 cm de comprimento, capturado em Ras Muhammad no Mar Vermelho, foi designado como o espécime tipo de amostra. Com base em semelhanças na morfologia, na forma do dente e nos caracteres vertebrais, Garrick (1982) propôs o tubarão cinzento como o parente mais próximo do tubarão-de-pontas-prateadas. Essa interpretação foi corroborada por Lavery (1992), com base em dados de aloenzimas.

## Distribuição e habitat

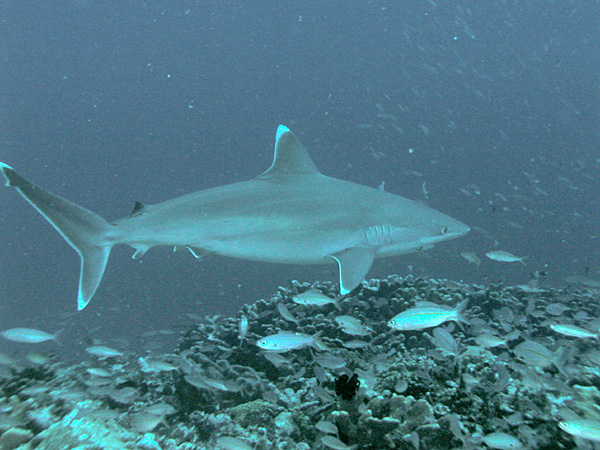
tubarões-de-pontas-prateadas são mais comumente encontrados em ou próximos a recifes de corais.

O tubarão-de-pontas-prateadas é amplamente distribuído, mas não continuamente, nos oceanos tropicais da Índia e do Pacífico. No Oceano Índico ocidental, essa espécie ocorre do Mar Vermelho à África do Sul, incluindo Madagascar, Seychelles, Aldabra, Maurício e o Arquipélago de Chagos. No Pacífico ocidental, é conhecido do sul do Japão até o norte da Austrália, incluindo Taiwan, Filipinas, Indonésia, Papua Nova Guiné, Nova Caledônia, Guam, Palau, Ilhas Salomão, Ilhas Marshall, Ilhas Marshall, Ilhas Phoenix e Taiti. No Pacífico oriental, ocorre do sul da Baixa Califórnia até a Colômbia, incluindo as Ilhas Cocos, Galápagos e Revillagigedo. Sua presença no Golfo do México e no Mar do Caribe não é confirmada.
Os tubarões-de-pontas-prateadas são encontrados nas plataformas continentais e insulares a uma profundidade de 30 a 800 m (98 a 2.625 pés), ocupando todos os níveis da coluna de água. Eles são mais comuns em ilhas isoladas, recifes de coral e declives de recifes. Os jovens frequentam águas rasas ou lagoas costeiras, enquanto os adultos ocorrem em águas mais profundas, com pouca sobreposição entre os dois grupos etários.

## Descrição
O tubarão-de-pontas-prateadas é uma espécie robusta e aerodinâmica, com focinho amplo e moderadamente longo e olhos grandes e redondos. Os cinco pares de fendas branquiais são curtos. Possui de 12 a 14 fileiras de dentes em cada lado das duas mandíbulas, com um ou dois dentes pequenos na sínfise (meio das mandíbulas). Os dentes superiores são largos, com cúspides triangulares oblíquas e serrilhas grosseiras perto da base; os dentes inferiores têm cúspides eretas com finas serrilhas. A primeira barbatana dorsal é grande e triangular, originando-se acima ou ligeiramente à frente das pontas livres da barbatana peitoral. Uma crista ocorre entre a primeira e a segunda barbatana dorsal. As barbatanas peitorais são proporcionalmente mais longas do que na maioria dos tubarões requiem e apresentam uma forma falciforme, com pontas pontiagudas.
A coloração é cinza-azulada acima, com brilho de bronze e branca abaixo. Uma faixa branca sutil ocorre ao longo dos lados, com pontas e bordas brancas distintas em todas as barbatanas. Os tubarões-de-pontas-prateadas podem crescer até 3 m (9,8 pés) de comprimento, mas normalmente medem 2,0 a 2,5 m (6,6 a 8,2 pés) de comprimento. O peso máximo relatado é de 162,2 kg (358 lb). As fêmeas são maiores que os machos.

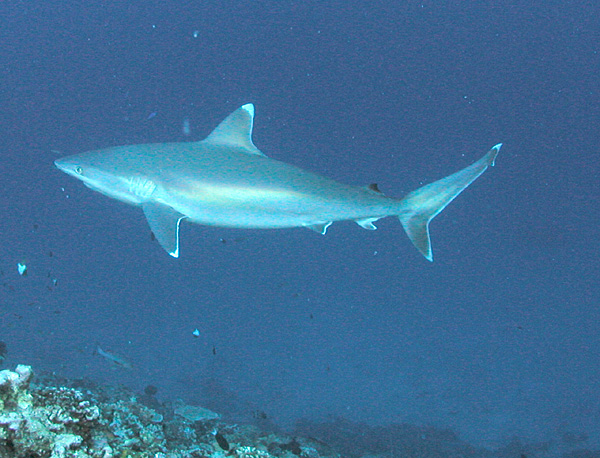
O tubarão-de-pontas-prateadas pode ser reconhecido por pontas brancas em sua barbatana
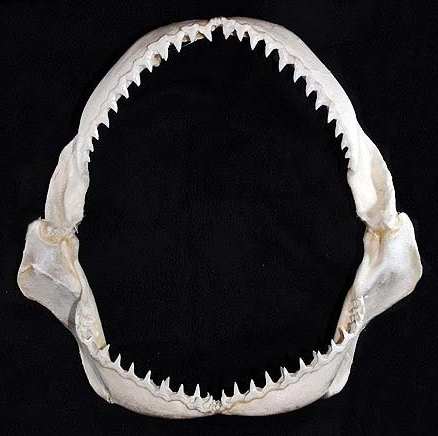
Arcada dentária
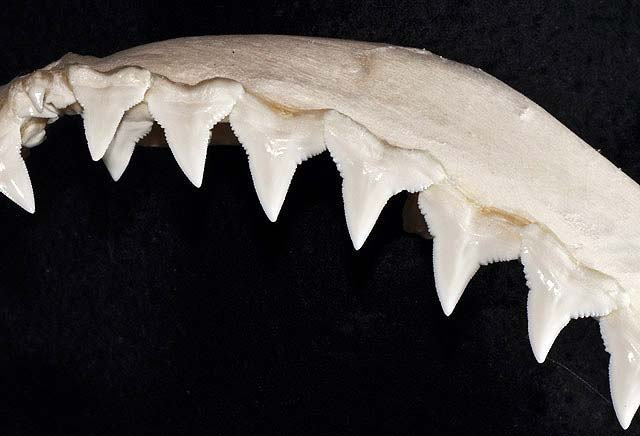
Dentes superiores
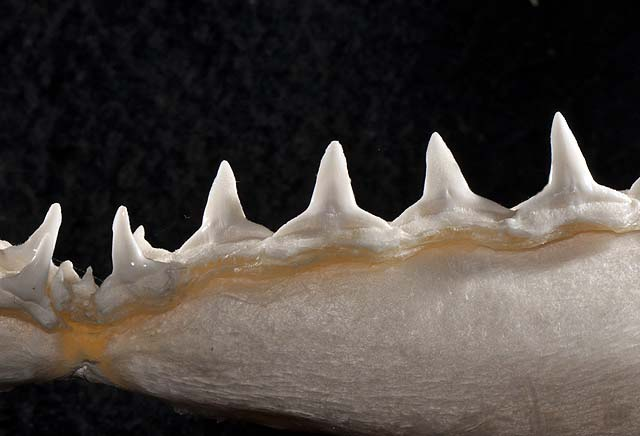
Dentes inferiores

## Biologia e ecologia

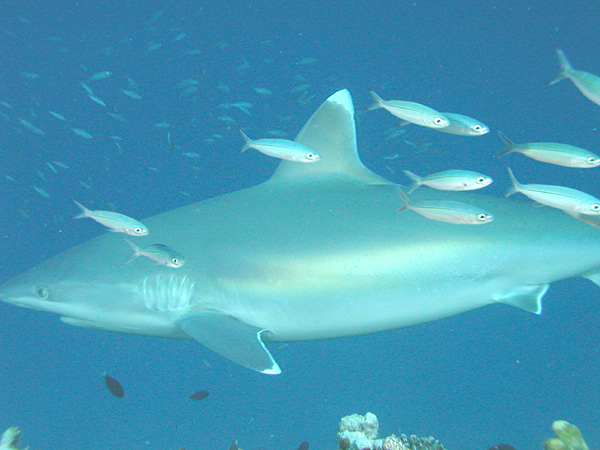
Um tubarão-de-pontas-prateadas na ilha de Nova Hânover, Papua Nova Guinéa - tubarões individuais geralmente ficam em recifes particulares.

Embora os tubarões-de-pontas-prateadas sejam bastante móveis, eles exibem fidelidade a certas áreas, com relatos de comportamento territorial. Eles geralmente são encontrados sozinhos ou em pares. Pequenos grupos de fêmeas adultas foram vistos em águas profundas. Tubarões-de-pontas-prateadas individuais se comportam de forma muito agressiva um com o outro, e muitos são fortemente cicatrizados. Também é relatado que eles dominam os tubarões de Galápagos (C. galapagensis) e os tubarões de ponta negra (C. limbatus) de tamanho igual ao competir por alimentos. Às vezes, esse tubarão forma agregações de espécies mistas com tubarões de recife cinza. Elagatis bipinnulata foram observados esfregando contra tubarões-de-pontas-prateadas, usando a pele áspera dos tubarões para raspar os parasitas. Às vezes, eles seguem mamíferos marinhos, como golfinhos-nariz-de-garrafa (Tursiops sp.) em águas abertas, e são eles próprios seguidos por peixes-piloto (Naucrates ductor).
Como o tubarão-de-recife-cinzento, o tubarão-de-pontas-prateadas às vezes realiza uma exibição estereotipada de ameaça se for perseguido por mergulhadores, alertando que está preparado para atacar. A exibição começa com o tubarão acelerando a uma distância de 15 m (49 pés), antes de virar e nadar em direção à ameaça percebida. A uma distância de dois comprimentos do corpo, o tubarão freia, vira de lado, abaixa as barbatanas peitorais, abre as mandíbulas, abaixa os dois terços posteriores do corpo e "treme". Os dois últimos elementos dessa exibição são exclusivos para esta espécie; o "tremor" pode servir para enfatizar suas marcações em barbatana branca. Se o mergulhador persistir, o tubarão pode fechar rapidamente e cortar com os dentes superiores.

### Alimentação
A dieta do tubarão-de-pontas-prateadas consiste principalmente de peixes ósseos, como garoupa, cavala, atum, Gempylidae, Myctophidae, Exocoetidae, Labridae e Soleidae. Myliobatidae, tubarões menores e polvos são ocasionalmente capturados. Tubarões maiores tendem a ser mais lentos e a capturar mais presas bentônicas. A dentição de formas diferentes nas mandíbulas superior e inferior permite que eles ataquem presas grandes, agarrando e cortando pedaços de carne com voltas e reviravoltas violentas. Tubarões-de-pontas-prateadas foram observados nadando em torno da periferia de grupos de tubarões alimentadores de outras espécies, ocasionalmente correndo para roubar comida. Essa espécie geralmente se aproxima dos navios, pois eles são atraídos por certos sons artificiais de baixa frequência.

### Ciclo de vida
Como outros tubarões requiem, o tubarão-de-pontas-prateadas é vivíparo; uma vez que os embriões esgotam seu suprimento de gema, o saco vitelino empobrecido se transforma em uma conexão placentária através da qual a mãe fornece alimento. No Hemisfério Sul, o acasalamento e o parto ocorrem no verão. O acasalamento envolve o homem que morde a fêmea para segurá-la para cópula; uma fêmea observada teve a ponta de sua primeira barbatana dorsal arrancada de tal atividade. As fêmeas têm ninhadas de um a 11 (geralmente cinco ou seis) filhotes após um período de gestação de cerca de um ano, em um ciclo bienal. Foi relatado que os recém-nascidos medem 63 a 68 cm (25 a 27 polegadas) e 73 a 81 cm (29 a 32 polegadas) de comprimento por diferentes autores, e são encontrados em águas mais rasas que os adultos. A taxa de crescimento é altamente variável na natureza: Kato e Hernandez (1967) relataram que os tubarões-de-pontas-prateadas juvenis crescem em média 3,8 cm (1,5 pol), ou 5,3% do comprimento do corpo, por ano, com alguns indivíduos crescendo até 20,8 cm (8,2 pol.), (30,1% do comprimento do corpo) por ano e outros que mostram "crescimento" negativo. Foi relatado que homens são sexualmente maduros com 1,6-1,8 m (5,2-5,9 pés) ou 1,9-2,0 m (6,2-6,6 pés) de comprimento e mulheres com 1,6-2,0 m (5,2-6,6 pés) de comprimento.

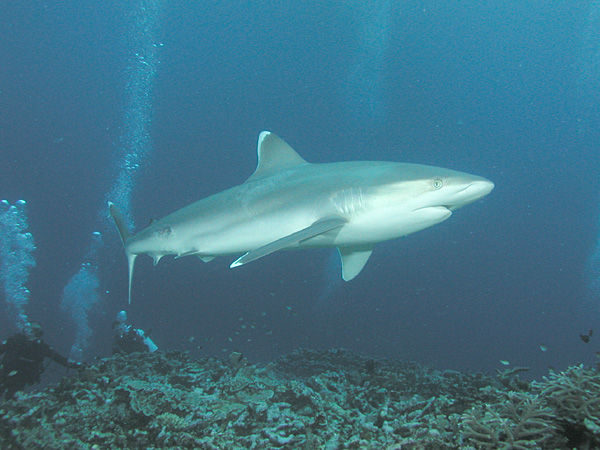
Tubarões-de-pontas-prateadas geralmente agem audaciosamente na presença de nadadores.

## Interações humanas
Inquisitivo e ousado, especialmente na presença de alimentos, o tubarão-de-pontas-prateadas é considerado potencialmente perigoso para os seres humanos. Muitas vezes, vários tubarões correm das águas profundas para inspecionar os mergulhadores quando entram na água, o que pode ser uma experiência muito intimidadora, pois eles podem se aproximar bastante. Essa espécie também é conhecida por circular ou perseguir mergulhadores. Em um experimento envolvendo um isca, um grande tubarão-de-pontas-prateadas arrancou a perna de um manequim vestido com equipamento de mergulho autônomo, demonstrando que essa espécie é capaz de infligir ferimentos letais. Em 2008, o International Shark Attack File listou quatro ataques provocados atribuíveis a esta espécie, nenhum deles fatal.
O tubarão-de-pontas-prateadas é capturado pela pesca comercial e artesanal em toda a sua extensão, usando palangres, redes de emalhar e redes de arrasto, intencionalmente e como captura acessória. As barbatanas são muito valorizadas para a sopa de barbatana de tubarão e são vendidas no mercado de exportação, juntamente com a pele e cartilagem. A carne é comercializada localmente, fresca ou seca e salgada, assim como as mandíbulas e os dentes. Sabe-se que os tubarões-de-pontas-prateadas são capturados pelas pescarias na Indonésia, Myanmar e Filipinas, bem como por várias nações do Oceano Índico com pesca nos recifes de coral; é também uma captura cada vez mais importante das pescarias pelágicas, onde frequentemente sofre shark finning. Esta espécie é suscetível à sobrepesca, devido à sua baixa taxa de reprodução e tendência a permanecer em uma determinada área. Acredita-se que ele tenha sido extirpado por pescadores artesanais indonésios em Scott Reef, no norte da Austrália, e provavelmente está se tornando raro em muitas outras partes de seu alcance. Como resultado, a União Internacional para Conservação da Natureza avaliou o tubarão-de-pontas-prateadas como vulnerável.